# Weinähr

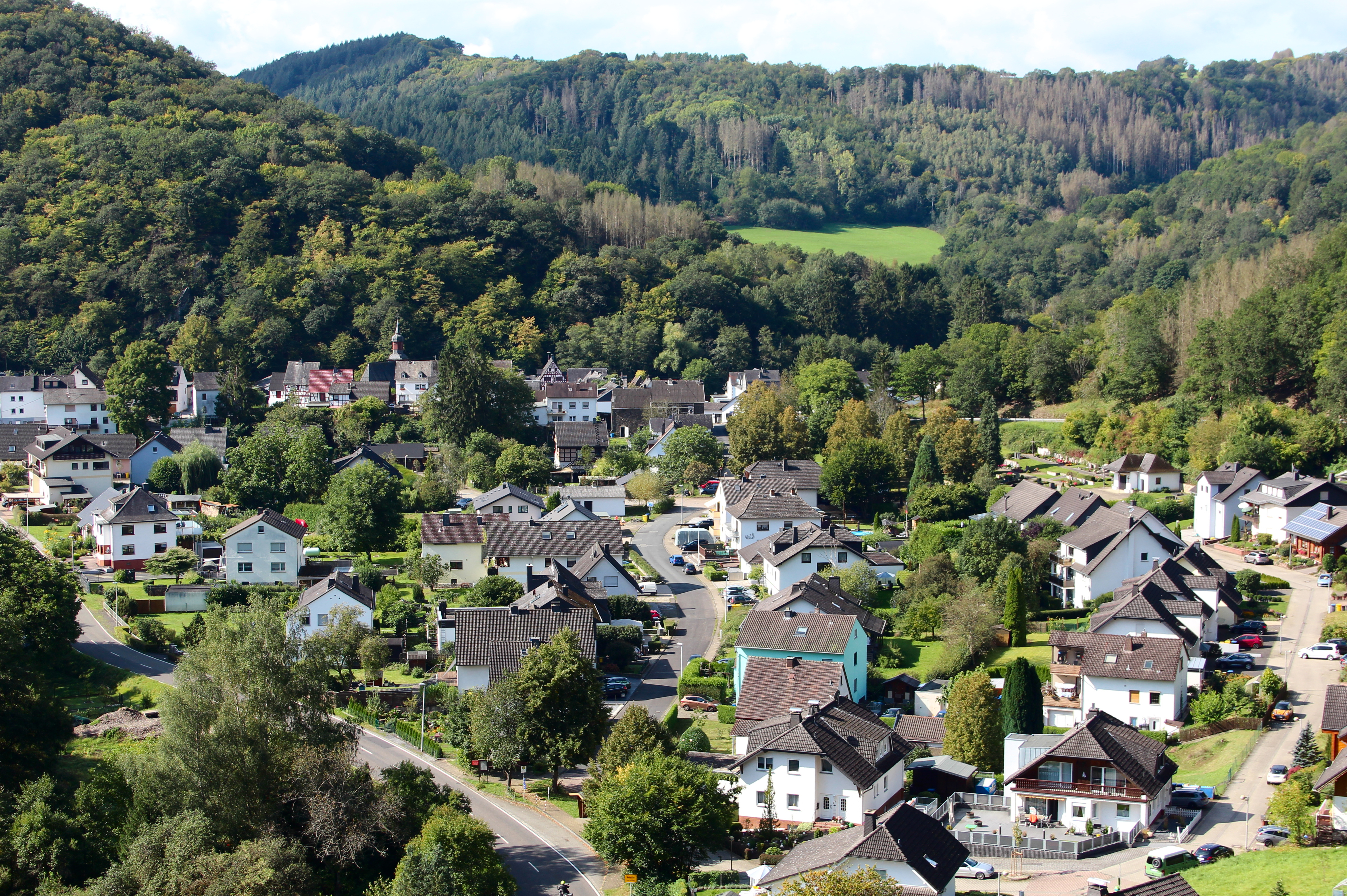
Ansicht von Weinähr

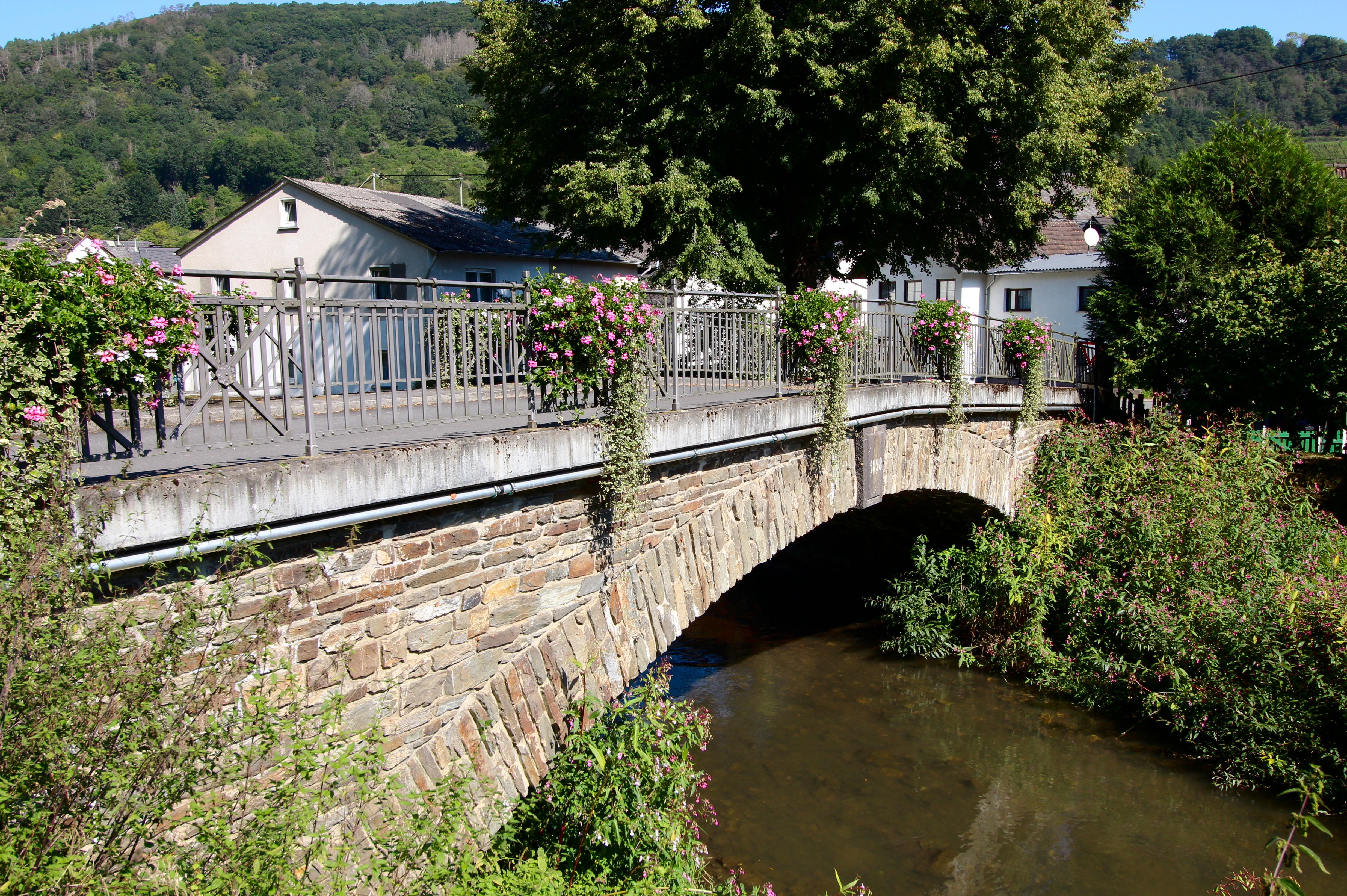
Die Gelbachbrücke von 1898 in Weinähr

Weinähr ist eine Ortsgemeinde im Rhein-Lahn-Kreis in Rheinland-Pfalz. Sie gehört der Verbandsgemeinde Bad Ems-Nassau an.

## Geographie

### Geographische Lage
Der Ort ist circa 30 Kilometer südlich von Koblenz und Montabaur, etwa 80 Kilometer nördlich von Frankfurt am Main entfernt. Er liegt somit im Norden von Rheinland-Pfalz und im Südwesten der Bundesrepublik Deutschland.
Weinähr liegt östlich der Orte Scheuern und Nassau, südlich von Winden, westlich von Dörnberg, nordwestlich von Seelbach und Attenhausen und nördlich von Hollerich und Obernhof.

### Gemeindegliederung
Zu Weinähr gehört der Ortsteil Eschenau.

## Geschichte
Weinähr wurde erstmals im Jahr 1267 in einer Schenkungsurkunde als Anre erwähnt. Zur Gründung trugen die Weinstöcke bei, die als Wein auch noch im Namen erhalten geblieben sind. Schon im 11. Jahrhundert wurde das Kloster Arnstein urkundlich erwähnt, was die erste Ansiedlung im Gebiet gewesen ist. Im 14. Jahrhundert werden urkundlich Mühlen erwähnt, die vom Gelbach durch fünf Mühlräder betrieben worden sind. Zudem entstand 1591 ein Eisenhammer, der Kurtrier abgabenpflichtig war. Betreiber waren die Wallonen Heinrich Caspar und Heinrich Du Sart, beide aus dem Lütticher Raum stammend.  Zwischen dem Ort und Obernhof war bereits 1589 ein nassau-oranischer Hochofen in Betrieb gegangen, der um 1600 herum stillgelegt und in den 1660er Jahren als Teil der Unternehmungen des wallonischen Hüttenbetreibers Johann Marioth (Jean Mariotte) aus Lüttich wiedereröffnet wurde.
Weinähr gehörte bis zur Säkularisation 1802 zum Herrschaftsbereich der reichsunmittelbaren Prämonstratenser-Abtei Arnstein. Ab 1806 war der Ort Teil des Herzogtums Nassau, das 1866 von Preußen annektiert wurde.
Am 13. Februar 1945 wurde eine Republic P-47 der US-Streitkräfte über dem Ort abgeschossen. Lieutenant Swope konnte sich mit dem Fallschirm retten. Weinährer Bürger versorgten den Soldaten und retteten ihn vor der Lynchjustiz durch den Ortsgruppenleiter der NSDAP.
Seit 1946 ist der Ort Teil des Landes Rheinland-Pfalz.
Die Einwohnerschaft entwickelte sich im 19. und 20. Jahrhundert wie folgt: 1843: 438 Einwohner, 1927: 440 Einwohner, 1964: 464 Einwohner.

## Politik

### Gemeinderat
Der Gemeinderat in Weinähr besteht aus acht Ratsmitgliedern, die bei der Kommunalwahl am 9. Juni 2024 in einer Mehrheitswahl gewählt wurden, und dem ehrenamtlichen Ortsbürgermeister als Vorsitzendem. Bei den vorhergehenden Wahlen bis 2009 wurden die Ratsmitglieder in einer personalisierten Verhältniswahl gewählt.
Die Sitzverteilung im Gemeinderat:
| Wahl | SPD               | FWG               | Gesamt  |
| ---- | ----------------- | ----------------- | ------- |
| 2024 | per Mehrheitswahl | per Mehrheitswahl | 8 Sitze |
| 2019 | per Mehrheitswahl | per Mehrheitswahl | 8 Sitze |
| 2014 | per Mehrheitswahl | per Mehrheitswahl | 8 Sitze |
| 2009 | 2                 | 6                 | 8 Sitze |
| 2004 | 3                 | 5                 | 8 Sitze |

### Bürgermeister
Florian Schliemann wurde am 3. September 2024 Ortsbürgermeister von Weinähr. Bei der Direktwahl am 9. Juni 2024 war er als einziger Bewerber mit einem Stimmenanteil von 88,4 % für fünf Jahre gewählt worden.
Schliemanns Vorgänger Christoph Linscheid hatte das Amt 2014 von Mathias Schliemann übernommen, der es ebenfalls zehn Jahre innehatte, bevor er nicht erneut kandidierte.

## Wirtschaft
Bis in die 1950er Jahre spielte der Bergbau eine wichtige Rolle. Der Weinbau wurde bereits 1267 erstmals erwähnt. Seit 1971 sind die Lagen unter dem Namen Giebelhöll (1302 „Gyvelhelde“) zu einer Lage zusammengefasst. Die Lahnweine zählen zum Anbaugebiet Mittelrhein. Seit etwa 1920 wurde in großem Stil Erdbeeranbau im „Wein- und Erdbeerdorf“ betrieben. Heute ist auch der Fremdenverkehr ein wesentlicher Wirtschaftsfaktor der Gemeinde.